# Escola a l'antic Egipte
L'escola —terme genèric que es refereix a la institució de l'ât seba (y.t), literalment «el lloc de la instrucció»—, corresponia a la primera etapa d'educació escolar per als nens de les classes adinerades o intel·lectuals de l'antic Egipte.
El primer esment d'una escola egípcia es produeix en el Primer Període Intermedi d'Egipte, en la tomba d'un nomarca d'Assiut. Diversos textos fan al·lusió a l'enviament el nen a un lloc d'aprenentatge, mentre que cap document menciona que el jove egipci va començar la seva educació a la Casa de la Vida egípcia, l'altre antic lloc que acollia als escolars egipcis. La institució de l'ât seba(y.t) sembla haver estat el primer pas de l'aprenentatge dels estudiants i el per ânkh, la segona etapa en la seva educació. Tanmateix, només era vàlid quan aquests dos establiments estaven situats en una àrea geogràfica propera. No és impossible que la Casa de la Vida reemplacés a l'escola quan no hi haguessin a prop les altres dues institucions. El nen aprenia primer a llegir i escriure, i per als seus exercicis utilitzava plaques de pedra calcària polida on s'havien traçat quadrícules.